# ここから始まるんだ!
「ここから始まるんだ!」（ここからはじまるんだ!）は、吉川友の4枚目のシングル。2012年7月11日にユニバーサル ミュージック ジャパンの社内レーベルであるユニバーサルJ（現：ポリドールレコード）から発売された。
。

## 概要
初回限定盤A・B・通常盤・きっかフェス〜Episode3チケット付きCDがリリースされており、初回限定盤A・通常盤にはカップリング曲「17才」が収録されており、初回限定盤Bにはカップリング曲「風のようなメロディー」が収録されている。また、初回限定盤Aには表題曲のミュージック・ビデオと、同ミュージック・ビデオを撮影した際のメイキング映像が収録されたDVDが付属しており、初回限定盤Bには表題曲のミュージック・ビデオの別バージョンと、初回限定版Aと同じメイキング映像が収録されたDVDが付属している。
表題曲「ここから始まるんだ!」は、ボカロPであるSmileRのサウンドプロデュースによる曲であり、エレクトロ・ポップ風の曲調となっている。吉川本人は「打ち込み系のアップテンポな曲」であるが、キーが高いと評している。
ミュージックビデオは、吉川本人が出演するバージョンと、MikuMikuDanceバージョンが存在する。
初回限定盤A・通常盤のカップリング曲「17才」は、南沙織の「17才」のカバーであり、1989年には、吉川の事務所の先輩である森高千里も同曲をカバーしている。この曲は、ボカロPの八王子Pがサウンドプロデュース・編曲を担当している。

## 収録曲

### 初回限定盤A・通常盤
1. ここから始まるんだ!
作詞・作曲・編曲：SmileR
2. 17才
作詞：有馬三恵子、作曲：筒美京平、編曲：八王子P
3. ここから始まるんだ!(Instrumental)
4. 17才(Instrumental)

### 初回限定盤B
1. ここから始まるんだ!
2. 風のようなメロディー
作詞・作曲・編曲：SmileR
3. ここから始まるんだ!(Instrumental)
4. 風のようなメロディー(Instrumental)